# Michał Bzinkowski
Michał Bzinkowski (ur. 1975) – polski filolog klasyczny i neohellenista, profesor Uniwersytetu Jagiellońskiego, eseista i tłumacz.

## Życiorys
W 2003 roku doktoryzował się na Wydziale Filologicznym Uniwersytetu Jagiellońskiego na podstawie pracy Mit antyczny w poezji Jorgosa Seferisa. Na tej samej uczelni, w 2018 roku uzyskał habilitację w oparciu o pracę Maski Charosa w nowogreckich pieśniach ludowych – źródła, przedstawienia, kontekst.
Jest profesorem Uniwersytetu Jagiellońskiego, wykładowcą Katedry Filologii Greckiej i Nowogreckiej Instytutu Filologii Klasycznej. Do jego obszaru zainteresowania należy literatura nowogrecka, a w szczególności twórczość Jorgosa Seferisa i nowogreckie pieśni ludowe. Zajmuje się również recepcją Antyku w Bizancjum i Grecji współczesnej. Jest członkiem Komisji Filologii Klasycznej Polskiej Akademii Umiejętności.
Zajmuje się tłumaczeniem literatury nowogreckiej, przekładał na polski twórczość m.in. Jorgosa Seferisa, Nikosa Kazandzakisa, Kostasa Ouranisa, Konstandinosa Kawafisa, Kyriakosa Charalambidesa, czy Janisa Ritsosa. Większość jego tłumaczeń ukazała się na łamach czasopism literackich, takich jak „Zeszyty Literackie”, „Nowy Filomata”, „Odra”, czy „Przekładaniec”. Z kolei jego eseje dotyczące literatury nowogreckiej i kultury Grecji ukazały się m.in. w „Odrze” i „Przeglądzie Politycznym”. W 2013 roku otrzymał nominację do Nagrody dla tłumacza Europejskiego Poety Wolności za przekład Czasowników Pandelisa Boukalasa.

## Tłumaczenia książkowe
- Kiriakos Charalambidis, Literatura jest oddechem życia, red. Krystyna Tuszyńska, tłumaczenie: Michał Bzinkowski, Nina Trzaska, Rita Winiarska, Wydawnictwo Naukowe UAM, Poznań 2022.[5]
- Jorgos Seferis, Róża losu. Eseje wybrane. Przełożył, wstępem i komentarzem opatrzył Michał Bzinkowski, Wydawnictwo Fundacja Terytoria Książki, Gdańsk, 2020.[5]
- Jorgos Seferis, Król Asine i inne wiersze, wiersze przełożył i komentarzem opatrzył Michał Bzinkowski, Wydawnictwo KEW, Wrocław-Wojnowice 2020.[5]
- Jorgos Seferis, Dni 1941-1956, przełożył Michał Bzinkowski, Wydawnictwo słowo / obraz terytoria, Gdańsk 2019.[5]
- Makis Tsitas, Bóg mi świadkiem, przełożył Michał Bzinkowski, Wydawnictwo Książkowe Klimaty, Wrocław 2018.[5]
- Masks of Charos in Modern Greek Demotic Songs - Sources, Representations and Context, Jagiellonian University Press, Kraków 2017.[5]
- Kostas Akrivos, Pandemonium, przekład i posłowie Michał Bzinkowski, Wydawnictwo Książkowe Klimaty, Wrocław 2016.[5]
- Pandelis Boukalas, Czasowniki. Przełożył Michał Bzinkowski, Wydawnictwo Słowo/obraz terytoria Gdańsk 2013.[5]
- Rozmówki greckie, Wydawnictwo Homini, Kraków 2006, str. 304.[5]